# 白石あやの
白石 あやの（しらいし あやの、1986年11月22日 - ）は、日本の元タレント。東京都出身。芸能活動をしていた頃はクレヨン、ファイブエイトに所属していた。

## 経歴
1995年より、オレンジページ等の雑誌モデル・歌手として活動。
1997年、中田あすみとのガールズポップユニット「crybaby」でCDデビュー（ポニーキャニオン、戸田誠司プロデュース）。当時10歳。
「crybaby」解散後は芸能界を引退。大学ではニューヨークに在住。